# Riserva naturale Montefalcone
La riserva naturale statale Montefalcone è un'area naturale protetta situata nel comune di Castelfranco di Sotto, sulle colline delle Cerbaie, in provincia di Pisa.

## Territorio
La riserva è parte integrante delle Cerbaie: queste sono colline boscose, limitate ad est dal Padule di Fucecchio, ad ovest dall'ex lago di Bientina, a nord dal fosso della Sibolla, a sud dall'Usciana. Il punto più alto della riserva raggiunge i 114 m s.l.m..

## Provvedimenti istitutivi
La riserva statale Montefalcone è stata istituita in un primo momento come riserva naturale biogenetica (D.M. 13 luglio 1977 ) e in seguito anche come riserva naturale di popolamento animale (D.M. 28 aprile 1980).
A queste iniziali tutele ambientali, man mano che venivano recepite indicazioni europee, si sono aggiunte altre forme di tutela: sul territorio coincidente con la riserva è stata istituita una zona di protezione speciale (ZPS), in ricezione della Direttiva 79/409/CEE, e nel 2000 è stata aggiunta l'indicazione di sito di importanza regionale (SIR) n. 64, istituito con L.R. 56/2000.
Nel 2005 le Cerbaie sono state proposte come sito di interesse comunitario (pSIC) dal Ministero dell'ambiente, in ricezione della Direttiva 92/43/CEE.

## Organo di gestione
La riserva è gestita dal Reparto Carabinieri per la Biodiversità di Lucca.